# Osman I.
Osman I. (turško: عثمان بن أرطغرل, Osman Gazi ali Osman Bey ali  I Osman ali Osman Sayed II), osmanski sultan, * 1258, Sogut, Anatolija, Turčija, † 1326, Sogut.
Bil je vladar Osmanskih Turkov ter ustanovitelj in prvi vladar Osmanskega cesarstva, ki je bilo naslednjih šeststo let ena od svetovnih velesil.
Leta 1299 je razglasil neodvisnost svoje majhne kneževine od Seldžuškega sultanata v Konyi. Mongolski vdori v vzhodno Anatolijo so Turke prisilili k umiku v zahodno Anatolijo, tako da se je Osmanova vojaška moč utrdila in kmalu je prevzel mesto, ki ga je pred tem zasedalo propadajoče Bizantinsko cesarstvo.

## Ustanovitev cesarstva
Osmanov oče Ertuğrul se je s svojim plemenom Kayi pod pritiskom Mongolov umaknil v zahodno Anatolijo, kjer je s pristankom Seldžuškega sultanata v Ikoniji (Konya)  ustanovil mesto Sogut (Söğüt), ki je bilo pravzaprav malo večja vas. Lega mesta je bila zelo ugodna: na zahodu je mejilo na bogato Bizantinsko cesarstvo,  na vzhodu pa na Seldžuški sultanat, ki ga je branil pred vdori Mongolov.
Osman je bil rojen leta 1258, istega leta, kot so Mongoli požgali Bagdad. Vladar (bey) je postal po očetovi smti leta 1281. V tistem času  so začeli v njegovo kneževino prihajati vojaški najemniki iz celega islamskega sveta, ki so pričakovali vojno z oslabljenim Bizantinskim cesarstvom in bogat vojni plen. Poleg najemnikov so v kraljestvo stalno prihajali tudi begunci, ki so bežali pred Mongoli. Med njimi je bilo mnogo gazijev, borcev za islam, ki so bili prepričani, da širitev ozemlja pomeni obrambo islama. 
Osman je bil pri 24 letih že preizkušen vojak in poveljnik in o njem so se že začele širiti prve legende in številne ljubezenske zgodbe. S seldžuškim sultanatom v Ikoniji je imel dobre odnose in se skupaj z njimi vojskoval proti Bizantincem in Tatarom, ki so vpadali v Anatolijo. Imel je pravico do kovanja svojega denarja in svojega sodišča.
Po smrti zadnjega kneza iz družine Alaeddin, ki je imela veliko zaslug za ustanovitev Osmanovega cesarstva, je ostal edini Osmanov tekmec za oblast emir Karamanije (Misije). Boji med Osmanom in njegovimi nasledniki in karamanskimi emirji so trajali še nekaj desetletij, vendar je Osman svojo pozornost raje preusmeril proti šibkemu in bogatemu Bizantinskemu cesarstvu.

## Vojaška osvajanja
Osman je leta 1301 v bližini Nikeje krepko porazil Bizantince in svojo vojsko pomaknil proti mejam Bizantinskega cesarstva. Na ozemlja pod njegovo kontrolo so se začeli priseljevati gaziji, islamski učenjaki, derviši in begunci z vzhoda, ki so tvorili jedro njegove vojske. Osmanova naraščejoča moč je povzročila postopen umik Bizanticev z anatolskega podeželja in krepitev njihove vojne mornarice. Bizantinci so se odločili, da bodo preprečili vdor Turkov v Evropo in njihovo širjenje proti zahodu. Osman je kljub temu še naprej prodiral proti zahodu in zasedel Efes v bližini egejske obale. Stalen dotok beguncev z vzhoda ga je nato vzpodbudil k temu, da je začel osvajati tudi bizantinska ozemlja ob črnomorski obali Anatolije.  
Osmanov zadnji vojaški pohod je bil pohod proti Bizantincem v Bursi. Zaradi visoke starosti se bitke ni udeležil, osmanska zmaga pa je dokazala izredno vitalnost Turkov. Bursa je med vladanjem Osmanovega sina Orhana I. postala prestolnica cesarstva in oporišče za prodor proti Konstantinoplu.

## Zapuščina
Osman I. je močno vplival na zgodovino Bizantinskega cesarstva in  zahodne Anatolije. Poleg tega, da je bil ustanovitelj mogočnega cesarstva, je postal tudi eden od simbolov borcev za islam - gazijev. 
Veliko Turkov sebe še vedno imenuje Osmanlı (Osman ali Otoman), čeprav je bilo cesartvo že davno tega razpuščeno. 